# Jan Matoušek (Fußballspieler)
Lua-Fehler: too many expensive function calls
Jan Matoušek (* 9. Mai 1998 in Příbram) ist ein tschechischer Fußballspieler.

## Karriere

### Verein
Nachdem er in seiner Jugend im Wechsel für SK Tochovice und den 1. FK Příbram verblieb er bei längeren ab 2013 und durchlief hier dann auch die U17 als auch die U19. Dort war er dann in der Spielzeit 2017/18 auch schon fast ein Stammspieler für die erste Mannschaft geworden. Für eine Ablöse von 1,55 Mio. € wechselte er zur Saison 2018/19 dann direkt danach zu Slavia Prag, wurde aber bis zum Ende der angefangenen Saison mehrfach noch zwei Mal an den FK Příbram zurück verliehen, welcher in dieser Saison gerade in die erste Liga aufgestiegen war. So machte er sein Debüt in der ersten Liga dann auch noch für seinen Jugendklub am 1. Spieltag bei einem 1:1 gegen FK Teplice. Nebst ein paar weiterer Einsätze in der Europa League, hatte er in der Saison für Slavia dann so aber auch nur sieben Einsätze in der Liga, welche am Ende Meister und Pokalsieger wurden.
Für den Verlauf der kompletten Spielzeit 2019/20 ging es dann zum FK Jablonec und von August 2020 bis Ende des Jahres 2022 folgte noch einmal eine Leihe zu Slovan Liberec. Anfang 2023 absolvierte er dann bis zum Ende der laufenden Spielrunde eine weitere Leihe bei Bohemians Prag, welchen er sich schlussendlich dann zur Saison 2023/24 auch ablösefrei anschloss.

### Nationalmannschaft
Mit der tschechischen U20-Nationalmannschaft bestritt er im Jahr 2018 ein paar Einsätze in der Under 20 Elite League. Im nächsten Jahr kam er dann auch für die U21 in einigen Freundschaftsspielen und Qualifikationsspielen zum Einsatz.
Sein Debüt für im Trikot der A-Nationalmannschaft hatte er dann am 17. Juni 2023, wo er bei einem 3:0-Sieg über Färöer in der 81. Minute für Václav Jurečka eingewechselt wurde. Drei Tage später war er auch noch bei einem weiteren Freundschaftsspiel dabei.